# لوسي ووكر (مخرجة)
لوسي ووكر (بالإنجليزية: Lucy Walker)‏ هي منتجة أفلام ومخرجة بريطانية، ولدت في القرن العشرين في لندن في المملكة المتحدة.

## وصلات خارجية
- الموقع الرسمي
- لوسي والكر على موقع IMDb (الإنجليزية)
- لوسي والكر على موقع ألو سيني (الفرنسية)
- لوسي والكر على موقع أول موفي (الإنجليزية)
- لوسي والكر على موقع قاعدة بيانات الأفلام السويدية (السويدية)
- لوسي والكر على موقع قاعدة بيانات الفيلم (الإنجليزية)
- لوسي والكر على موقع كينوبويسك (الروسية)